# Nazionale maschile di pallavolo dell'Albania
La nazionale maschile di pallavolo dell'Albania è una squadra europea composta dai migliori giocatori di pallavolo dell'Albania ed è posta sotto l'egida della Federazione pallavolistica dell'Albania.

## Rosa
Segue la rosa dei giocatori convocati per l'European Silver League 2022.
| N° | Nome           | Ruolo | Data di nascita  | Squadra          |
| -- | -------------- | ----- | ---------------- | ---------------- |
| 1  | Zhenklaud Muça | L     | 27 dicembre 1991 | Partizani Tirana |
| 2  | Xhulian Lumani | L     | 9 agosto 2000    | Tirana           |
| 3  | Julian Talaj   | C     | 3 agosto 1999    | Tirana           |
| 4  | Redjo Koçi     | S     | 1º novembre 1994 | Al-Kweldeeh      |
| 5  | Aldo Kupi      | P     | 24 giugno 1996   | Tirana           |
| 6  | Juli Çela      | O     | 29 luglio 2000   | Partizani Tirana |
| 7  | Redi Bakiri    | S     | 22 luglio 2000   | AZS Olsztyn      |
| 9  | Krist Martiro  | C     | 25 aprile 1996   | Tirana           |
| 10 | Osman Qepa     | S     | 2 aprile 1996    | Partizani Tirana |
| 11 | Leonardo Doda  | S     | 14 ottobre 2000  | MÁV Előre        |
| 12 | Amarildo Deliu | P     | 30 luglio 1995   | MÁV Előre        |
| 13 | Norgen Baruti  | C     | 23 maggio 1997   | Tirana           |
| 14 | Anton Qafarena | O     | 11 giugno 1997   | Verona           |
| 18 | Armando Gaxiri | S     | 22 giugno 1993   | Tirana           |
| 20 | Muharrem Deliu | P     | 13 maggio 2001   | Partizani Tirana |

## Risultati

### Competizioni FIVB
| 1949 | non qualificata | -            |
| 1952 | non qualificata | -            |
| 1956 | non qualificata | -            |
| 1960 | non qualificata | -            |
| 1962 | 16º posto       | Convocazioni |
| 1966 | non qualificata | -            |
| 1970 | non qualificata | -            |
| 1974 | non qualificata | -            |
| 1978 | non qualificata | -            |
| 1982 | non qualificata | -            |
| 1986 | non qualificata | -            |
| 1990 | non qualificata | -            |
| 1994 | non qualificata | -            |
| 1998 | non qualificata | -            |
| 2002 | non qualificata | -            |
| 2006 | non qualificata | -            |
| 2010 | non qualificata | -            |
| 2014 | non qualificata | -            |
| 2018 | non qualificata | -            |
| 2022 | non qualificata | -            |

### Competizioni CEV
| 1948 | non qualificata | -            |
| 1950 | non qualificata | -            |
| 1951 | non qualificata | -            |
| 1955 | 10º posto       | Convocazioni |
| 1958 | 11º posto       | Convocazioni |
| 1963 | non qualificata | -            |
| 1967 | 13º posto       | Convocazioni |
| 1971 | non qualificata | -            |
| 1975 | non qualificata | -            |
| 1977 | non qualificata | -            |
| 1979 | non qualificata | -            |
| 1981 | non qualificata | -            |
| 1983 | non qualificata | -            |
| 1985 | non qualificata | -            |
| 1987 | non qualificata | -            |
| 1989 | non qualificata | -            |
| 1991 | non qualificata | -            |
| 1993 | non qualificata | -            |
| 1995 | non qualificata | -            |
| 1997 | non qualificata | -            |
| 1999 | non qualificata | -            |
| 2001 | non qualificata | -            |
| 2003 | non qualificata | -            |
| 2005 | non qualificata | -            |
| 2007 | non qualificata | -            |
| 2009 | non qualificata | -            |
| 2011 | non qualificata | -            |
| 2013 | non qualificata | -            |
| 2015 | non qualificata | -            |
| 2017 | non qualificata | -            |
| 2019 | non qualificata | -            |
| 2021 | non qualificata | -            |
| 2023 | non qualificata | -            |

| 2004 | non qualificata | -            |
| 2005 | non qualificata | -            |
| 2006 | non qualificata | -            |
| 2007 | non qualificata | -            |
| 2008 | non qualificata | -            |
| 2009 | non qualificata | -            |
| 2010 | non qualificata | -            |
| 2011 | non qualificata | -            |
| 2012 | non qualificata | -            |
| 2013 | non qualificata | -            |
| 2014 | non qualificata | -            |
| 2015 | non qualificata | -            |
| 2016 | 7º posto        | Convocazioni |
| 2017 | 5º posto        | Convocazioni |
| 2018 | non qualificata | -            |
| 2019 | non qualificata | -            |
| 2021 | non qualificata | -            |
| 2022 | non qualificata | -            |
| 2023 | non qualificata | -            |

| 2018 | 6º posto        | Convocazioni |
| 2019 | non qualificata | -            |
| 2021 | non qualificata | -            |
| 2022 | 5º posto        | Convocazioni |
| 2023 | non qualificata | -            |